# R-31 (misil)
R-31 (en ruso: Р-31, designación OTAN: SS-N-17) fue un misil balístico intercontinental soviético diseñado para ser lanzado desde submarinos y comenzado a desarrollar a principios de los años 1970. Entró en servicio en 1980 y fue retirado de servicio hacia 1990 conforme al tratado de desarme SALT 2. Fue el primer misil intercontinental propulsado por combustible sólido y lanzado desde un submarino en entrar en producción. Su fin era sustituir al R-27.
El desarrollo comenzó en 1971, tras ser aprobado el 1 de septiembre de 1969 mediante un decreto. Lo primero en probarse fue el contenedor destinado al misil en Kapustin Yar. El nuevo sistema de lanzamiento en frío consistía en un generador de gas situado detrás de una membrana elástica, que contenía el gas hasta alcanzar una presión determinada y adecuada para el lanzamiento en frío. El misil salía disparado hasta una altura de entre 40 y 50 metros sobre el nivel del mar, momento en que se encendía el motor de combustible sólido.
El R-31 utilizaba un novedoso combustible sólido de alta energía, consistente en perclorato de amonio y butilo vulcanizado. La primera etapa del R-31 contaba con cuatro toberas para el control de actitud del misil. La segunda etapa una única tobera y dos pequeños cohetes para el control de la velocidad tangencial. La última etapa, con las ojiva, tenía cuatro pequeñas toberas.
Las primeras pruebas de lanzamiento desde submarinos tuvieron lugar el 22 de diciembre de 1976, desde una profundidad de 50 metros y con vientos de fuerza 5. 
El misil fue aceptado para uso militar en septiembre de 1980. Podía ser lanzado a ángulos de entre 0 y 16 grados con el submarino en superficie y entre 0 y 5 grados con el submarino sumergido, con vientos de hasta 20 m/s y a cualquier latitud entre 85 grados norte y 60 grados sur.

## Especificaciones
- Apogeo: 500 km
- Empuje en despegue: 580 kN
- Masa total: 26.900 kg
- Diámetro: 1,54 m
- Longitud total: 11,35 m
- Envergadura: 1,65 m
- Ojiva: 465 kg
- Alcance máximo: 4200 km
- CEP: 1,4 km